# Cantonul Donzenac
Cantonul Donzenac este un canton din arondismentul Brive-la-Gaillarde, departamentul Corrèze, regiunea Limousin, Franța.

## Comune
- Allassac
- Donzenac (reședință)
- Sadroc
- Sainte-Féréole
- Saint-Pardoux-l'Ortigier
- Saint-Viance